# Orihuela del Tremedal
Orihuela del Tremedal – gmina w Hiszpanii, w prowincji Teruel, w Aragonii, o powierzchni 71,52 km². W 2011 roku gmina liczyła 572 mieszkańców.